# WAV
WAV (ang. waveform audio format) – format plików dźwiękowych stworzony przez Microsoft oraz IBM. WAVE bazuje na formacie RIFF, poszerzając go o informacje o strumieniu audio, takie jak użyty kodek, częstotliwość próbkowania czy liczba kanałów. WAV podobnie jak RIFF został przewidziany dla komputerów IBM PC, toteż wszystkie zmienne zapisywane są w formacie little endian. Odpowiednikiem WAV dla komputerów Macintosh jest AIFF.
Pliki WAVE mogą być zapisane przy użyciu dowolnych kodeków audio, ale zazwyczaj stosuje się nieskompresowany format PCM, w którym pliki zajmują około 172 kB na sekundę dla jakości CD. Ze względu na fakt, iż pole reprezentujące rozmiar pliku jest liczbą 32-bitową, wielkość pliku jest ograniczona do maksymalnie 4 GB.

## Struktura pliku WAV
Plik WAV zbudowany jest w następujący sposób:
| Offset względem początku pliku | Rozmiar w bajtach | Nazwa          | Opis zawartości |
| 0 - 3                          | 4                 | "RIFF"         | Początek nagłówka używany do identyfikacji formatu RIFF |
| 4 - 7                          | 4                 | fileSize       | Całkowity rozmiar pliku w bajtach pomniejszony o 8, czyli o "RIFF" i fileSize, równy jednocześnie rozmiarowi danych powiększonemu o 36 (24h), czyli o fileSize - dataSize |
| 8 - 11                         | 4                 | "WAVE"         | Typ pliku używany do identyfikacji formatu WAV |
| 12 - 15                        | 4                 | "fmt "         | Tzw. format chunk marker (ang.). Ostatni bajt ma wartość 32 (20h), czyli wartość ASCII dla spacji                                                                         |
| 16 - 19                        | 4                 | 16 (10h)       | Rozmiar formatu danych w bajtach |
| 20 - 21                        | 2                 | 1              | Typ formatu. Wartość 1 oznacza format PCM |
| 22 - 23                        | 2                 | channels       | Liczba kanałów |
| 24 - 27                        | 4                 | sampleRate     | Częstotliwość próbkowania. Wartość standardowa wynosi 44 100 Hz |
| 28 - 31                        | 4                 | bytesPerSecond | Strumień danych w bajtach na sekundę równy iloczynowi liczby kanałów przez częstotliwość próbkowania i rozdzielczość, podzielonemu przez 8                                |
| 32 - 33                        | 2                 | bytesPerSample | Iloczyn liczby kanałów przez rozdzielczość, podzielony przez 8, w bajtach                                                                                                 |
| 34 - 35                        | 2                 | bitsPerSample  | Rozdzielczość w bitach na próbkę (i kanał). Wartości standardowe wynoszą 8 lub 16 (10h)                                                                                   |
| 36 - 39                        | 4                 | "data"         | Początek danych |
| 40 - 43                        | 4                 | dataSize       | Rozmiar danych w bajtach równy iloczynowi strumienia danych przez czas trwania dźwięku w sekundach                                                                        |

Następnie w pliku znajdują się dane dźwiękowe. Format ich zapisu uzależniony jest od przyjętej rozdzielczości. Jeśli ta jest równa 8, wówczas zbiór wartości próbki wynosi od -128 do 127, przy czym każdą taką wartość należy powiększyć o 128, otrzymując w ten sposób wartości pomiędzy 0 a 255. W przypadku zaś, gdy rozdzielczość jest równa 16, wówczas wartość próbki wynosi od -32 768 do 32 767, przy czym wartości ujemne należy powiększyć o 65 536, natomiast nieujemne pozostawiamy bez zmian, otrzymując w ten sposób wartości pomiędzy 0 a 65 535, gdzie te od 0 do 32 767 są nieujemne, zaś te od 32 768 do 65 535 - ujemne.